# Formica yoshiokae
Formica yoshiokae är en myrart som beskrevs av Wheeler 1933. Formica yoshiokae ingår i släktet Formica och familjen myror. Inga underarter finns listade i Catalogue of Life.